# Tsaganomys
Tsaganomys és un gènere extint de mamífer rosegador de la família de les rates talp (o, segons altres classificacions, dels tsaganòmids) que visqué a l'Àsia oriental des de l'Oligocè inferior fins al Miocè inferior, fa entre 16 i 33,9 milions d'anys. Se n'han trobat restes fòssils al Kazakhstan, Mongòlia i la Xina. Eren grossos en comparació amb els seus parents propers del gènere Cyclomylus. A més a més, tenien el crani més ample. El patró apical de les dents molars era semblant al de Cyclomylus, però amb les corones més altes. El nom genèric Tsaganomys significa ‘ratolí del Tsagan Nor’.